# Andrena braunsiana
Andrena braunsiana är en biart som beskrevs av Heinrich Friese 1887. Andrena braunsiana ingår i släktet sandbin, och familjen grävbin. Inga underarter finns listade i Catalogue of Life.